# بوب فراي
بوب فراي (بالإنجليزية: Bob Frey)‏ هو مهندس أمريكي، ولد في 25 أكتوبر 1950.

## وصلات خارجية
- بوب فراي على موقع DriverDB.com (الإنجليزية)